# Église Saint-Barthélemy de Bonnac
Pour les articles homonymes, voir Église Saint-Barthélemy.
L'église Saint-Barthélemy de Bonnac est une église située sur la commune de Bonnac, dans le département français du Cantal en région Auvergne-Rhône-Alpes.

## Localisation
L'église est située dans la région historique et culturelle d'Auvergne.

## Historique
L'église est mentionnée dès 944, lorsqu'elle est cédée avec ses dépendances à l'abbé de Cluny. De style médiéval, seule la partie du chœur subsiste, présentant des caractéristiques stylistiques proches du XIIIe siècle. Elle comprenait également un clocher érigé juste devant l'abside du chœur, mais celui-ci fut abattu pendant la Révolution. Il a été reconstruit à son emplacement actuel, en 1830 ou 1868 selon les sources. La nef a été reconstruite entre 1911 et 1920 selon les plans de l'architecte Serres.
En 1984, la sauvegarde de l’art français a octroyé une subvention pour les travaux de structure.

## Description
La nef est structurée en deux parties distinctes par un doubleau. Chaque partie est alignée avec les ouvertures du chœur. La sacristie est ajoutée à l'extrémité ouest de la nef, avec une fenêtre jumelée au sud et un accès depuis la cour du presbytère. 

## Valorisation du patrimoine
L'association Bonnac Patrimoine Cantal est engagée dans la préservation du patrimoine de Bonnac, en particulier de son église.

## Protection
L'église est inscrite au titre des monuments historiques par arrêté du 7 décembre 1992.